# Conrad Johann Koch
Conrad Johann Koch (* 25. Juli 1797 in Marienborner Hof; † 27. September 1880 in Stockheim) war ein hessischer Ökonom und Politiker und Abgeordneter der 2. Kammer der Landstände des Großherzogtums Hessen.
Conrad Johann Koch war der Sohn des Schlachters und Gutspächter Johann Heinrich Koch (1769–1821) und dessen Ehefrau Dorothea Elisabeth geb. Eyring (1777–1857). Koch war evangelischen Glaubens, arbeitete als Kaufmann und Gutspächter in Stockheim. Er heiratete am 24. April 1821 Katharina Stock (1796–1862), Tochter des 1796–1862, Tochter des Ökonomen Heinrich Stock aus Wolf.
Von 1847 bis 1849 gehörte er der Zweiten Kammer der Landstände an. Er wurde für den Wahlbezirk Oberhessen 14/Büdingen gewählt.